# Рогожарски СИМ-XI
Рогожарски СИМ-XI је југословенски школски авион једносед, једномоторни висококрилац који је произведен 1938. године у југословенској фабрици авиона Рогожарски из Београда.

## Пројектовање и развој
Приликом испитивања авиона СИМ-X уочено је да он има карактеристике веома блиске акробатском авиону, стога је Управа фабрике Рогожарски одлучила да изврши одређене модификације (уградња јачег мотора са специјалним карбуратором за леђни лет, мања ојачања кнструкције, смањење површине крила и уградња компензатора крилца) и направи акробатски авион. Инж. Сима Милутиновић извршио је током 1937. године одговарајуће измене и већ крајем године прототип је био спреман за тестирање. Пробни лет је обавио фабрички пробни пилот капетан Милан Бјелановић. До краја јануара 1938. године обављена су фабричка испитивања а до 12. марта и испитивања у Опитној групи Команде ВВ. Авион је добио изванредне оцене и Команда ВВ је откупила прототип СИМ-XI који је остао у саставу Опитне групе. Тако је настао први југословенски акробатски авион који је добио назив Рогожарски СИМ-XI.
Авион СИМ-XI, једноседи подупрти висококрилац са мотором Сименс (Брамо) Sh14a 150KS који је имао специјални карбуратор за дуготрајни леђни лет, претежно је дрвене конструкције, труп елиптичног попречног пресека је у целости израђен од дрвета обложен шпером а крила су: носећа конструкција од дрвета пресвучена платном, са заобљеним крајевима. Са сваке стране, крила су подупрта са паром косих упорница које су се ослањале на труп авиона. Имао је два резервоара за бензин један се налазио у средишњем делу између крила тј. на њиховом споју, а други у трупу авиона. Резервоар у трупу се пунио при акробатском летењу а за уобичајено летење пунио се само резервоар у крилу. Оба резервоара су се пунила код прелета када је требало постићи већи долет. Стајни трап је био фиксан, потпуно направљен од челичних цеви а одликовао се великом чврстоћом што је омогућавало авиону слетање на веома неравне терене.

## Оперативно коришћење
Фабрика Рогожарски је направила овај авион са намером да се сачувају ресурси борбених авиона у стандардном наоружању ВВ а да пилоти одржавају тренажу у акробатском летењу на јефтиним авионима без утицаја на квалитет те тренаже. Команда ВВ је имала друкчији приступ заступајући став да за ту намену сасвим добро могу да послуже стандардни авиони за обуку и тренажу пилота ловаца ПВТ и Р-100, од којих су неки добили карбураторе за леђни лет. Због тога није остварена серијска производња авиона СИМ-XI. За време трајања Прве међународне ваздухопловне изложбе у Београду, СИМ-XI је извео серију врло запажених акробаских летова, потврђујући чињеницу да је спадао у групу најбољих акробатских авиона свога времена, што је служило на част пре свега његовом конструктору Инж. С. Милутиновић, Фабрици Рогожђарски и југословенском ваздухопловству.

### Авиони СИМ-XI у Другом светском рату
У току Априлског рата једини авион СИМ-XI је пао Немцима у руке а они га продали својим савезницима Хрватима (НДХ) где је носио број 7351. Они су га користили до 19. децембра 1943. године, за вучу једрилица, све док га нису уништили партизани између села Прогар и Бољевци када је хрватски пилот слетео да закачи и подигне откачену једрилицу.

## Земље које су користиле овај авион
| - Југославија: - Хрватска-НДХ |